# Flygplanshaveriet vid Örnahusen 1944

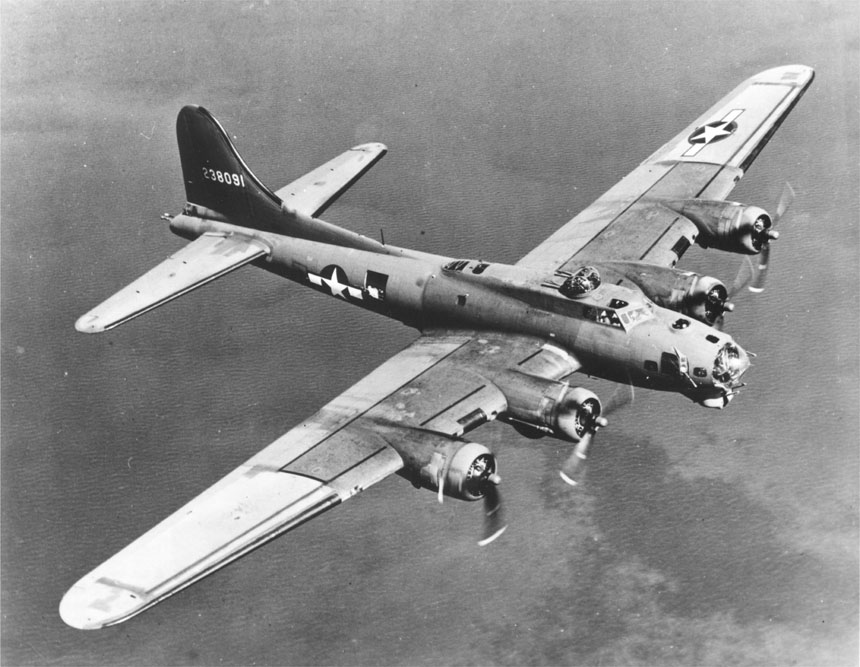
Boeing B-17G Flying Fortress.

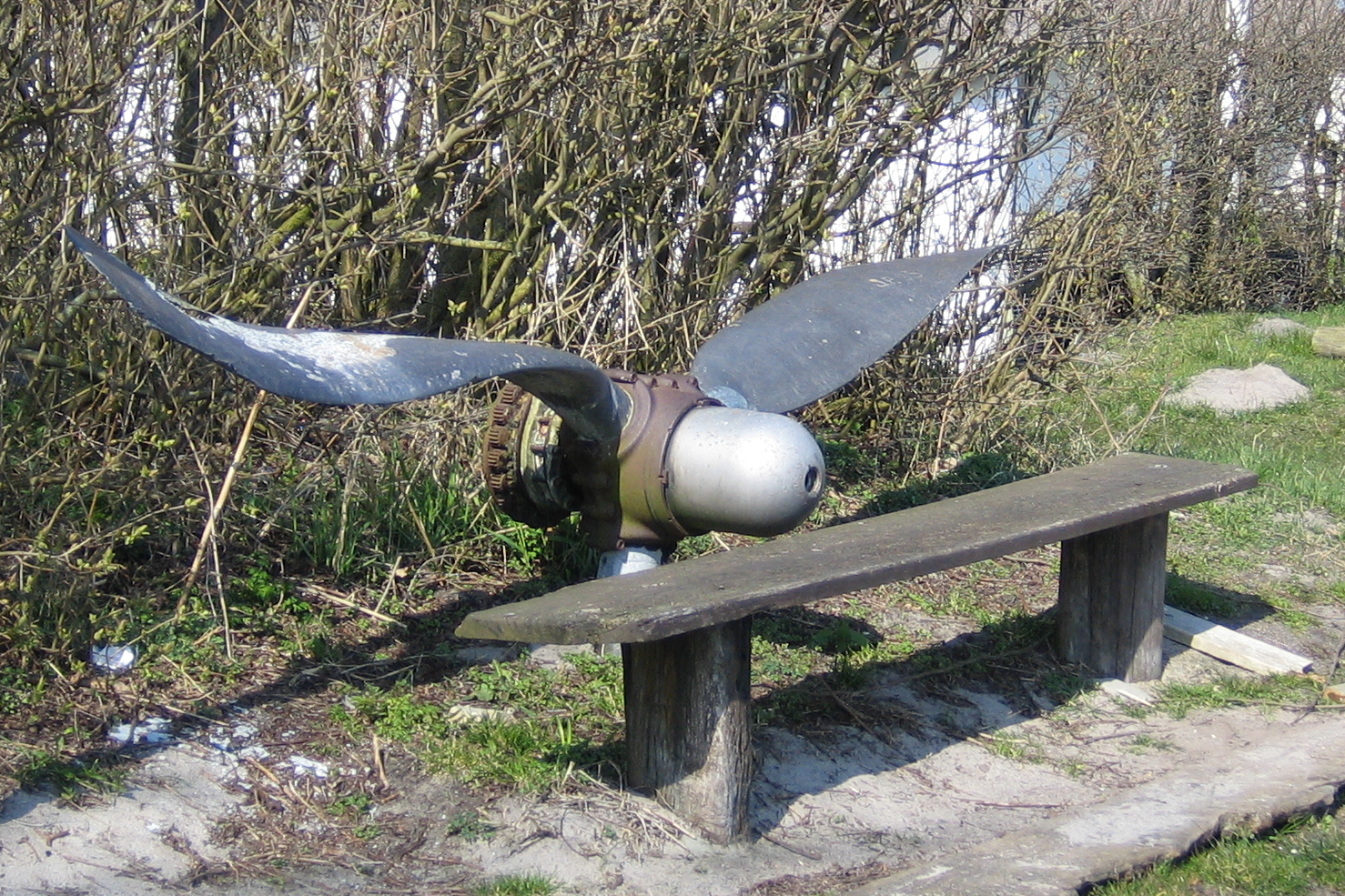
Propellern.

Flygplanshaveriet vid Örnahusen 1944 var en händelse under andra världskriget. Flygplanet Boeing B-17 nummer 42-107178, av typen Boeing B-17G Flying Fortress från den amerikanska arméns flygvapen (USAAF), havererade den 24 maj 1944 i havet utanför det lilla fiskesamhället Örnahusen i Skåne.
Flygplanet hade startat från sin bas i Bassingbourn strax norr om Royston (norr om flygfältet/nu flygmuseet Duxford i England klockan kl 06:00 lokal tid, och förenat sig i formation med 464 andra bombflygplan. Planet tillhörde 91st Bomb Group med uppdrag att  bomba av ett industriområde i utkanten av Berlin. Vid återflygningen, några mil nordost om Berlin, blev flygplanet beskjutet och en brand utbröt bakom pilotens sits. En i besättningen skottskadades i armen.
Piloten gav order om att lämna planet. Dock uppfattades inte ordern av alla på grund av att intercomsladdarna brunnit sönder bakom pilotens sits. Piloten, andrepiloten och navigatören hoppade ut genom de öppna bombluckorna och tillfångatogs av tyska soldater. De frigavs vid krigsslutet 1945.
De kvarvarande sex i besättningen som inte uppfattade ordern om att hoppa, lyckades släcka branden ombord. Bombfällaren fänrik Frederic T Neel Jr., som även var navigatörutbildad, lyckades tillsammans med akterskytten Donald E Spaulding ta över kontrollen över flygplanet varefter de tog kurs mot det neutrala Sverige. 
Svensk militär hade uppfattat det skadeskjutna flygplanet som ett hot och sköt mot detsamma när det närmade sig kusten vid Ystad. Väl över Sverige cirklade planet runt i området kring Skillinge och Simrishamn. Fem ur besättningen hoppade. Två av dessa drunknade innan lokalbefolkningen hann komma till undsättning. Det rådde kraftig frånlandsvind. Fänrik Neel såg till att alla hans kamrater hann hoppa innan han försökte nödlanda planet vid stranden. En skola där eleverna var ute för att beskåda händelsen efter att de hade hört motorbullret när det cirklade över samhället, och ett hus vid vattenbrynet gjorde att han undvek folket på marken och flög ut över vattnet, där han i låg fart stallade flygplanet och kolliderade med vattnet. Ögonvittnen berättar att "... det var som en hand lyfte flygplanet över husen") 
Flygplanet slog i vattnet, exploderade och sjönk ett hundratal meter ut från stranden. Neel hann aldrig lämna vraket, utan omkom. De tre ur besättningen som överlevde internerades i Loka brunn fram till oktober 1944, medan en fick stanna i Sverige ända till i februari 1945.
Haveriplatsen har genom åren utsatts för omfattande plundring av skrotsamlare då större delen av flygplanet var byggt i aluminium. 
En av flygplanets propellrar är uppsatt nära där den hittades i närheten av haveriplatsen tillsammans med en informationstavla som beskriver händelsen. Skillinge Sjöfartsmuseum har också en fallskärm från flygplanet och en liten informationstavla i sin utställning.
Fredric T Neel Jr fick under hösten 2006 postumt motta tapperhetsmedalj för sina insatser att inte bara rädda sina kamrater utan också de svenskar för vilka flygmaskinen utgjorde en livsfara. Medalj och diplom överlämnades av pensionerade översten i US Air Force Jerry Eichhorn till änka några veckor innan hon avled. Fredric Neel är begravd på den amerikanska krigskyrkogården i Luxemburg, dit hans kvarlevor flyttades från Malmö Östra Kyrkogård. Hans grav försågs 2005 med ett nytt marmorkors, då det gamla innehöll fel dödsår. De övriga besättningsmedlemmarna, som omkom i Sverige, flyttades även de till amerikanska krigskyrkogårdar i Europa. Kvar i Malmö finns kvarlevorna av två amerikanska flygare, tre britter, två australier, två kanadensare och en nyzeeländsk flygare.